# Thương Châu, Hà Bắc
Thương Châu (沧州市) là một địa cấp thị ở tỉnh Hà Bắc, Cộng hòa Nhân dân Trung Hoa. Thương Châu có dân số (2004) 6,8 triệu người với mật độ 507 người/km², dân số đô thị là 488.600. Diện tích là 13.419 km², trong đó diện tích thành thị là 227 km².

## Các đơn vị hành chính
Địa cấp thị Thương Châu được chia thành các đơn vị cấp huyện sau:
- Quận Tân Hoa (新华区)
- Quận Vận Hà (运河区)
- Thành phố cấp huyện Bạc Đầu (泊头市)
- Thành phố cấp huyện Nhâm Khâu (任丘市)
- Thành phố cấp huyện Hoàng Hoa (黄骅市)
- Thành phố cấp huyện Hà Gian (河间市)
- Huyện Hiến (献县),
- Huyện Ngô Kiều (吴桥县),
- Huyện Thương (沧县)
- Huyện Đông Quang (东光县),
- Huyện Túc Ninh (肃宁县),
- Huyện Nam Bì (南皮县)
- Huyện Diêm Sơn (盐山县),
- Huyện Thanh (青县),
- Huyện Hải Hưng (海兴县)
- Huyện tự trị dân tộc Hồi Mạnh Thôn (孟村回族自治县)